# Farse
Farse este un film românesc din 1982 regizat de Olimp Vărășteanu.